# Maria Königin (Bodenwerder)

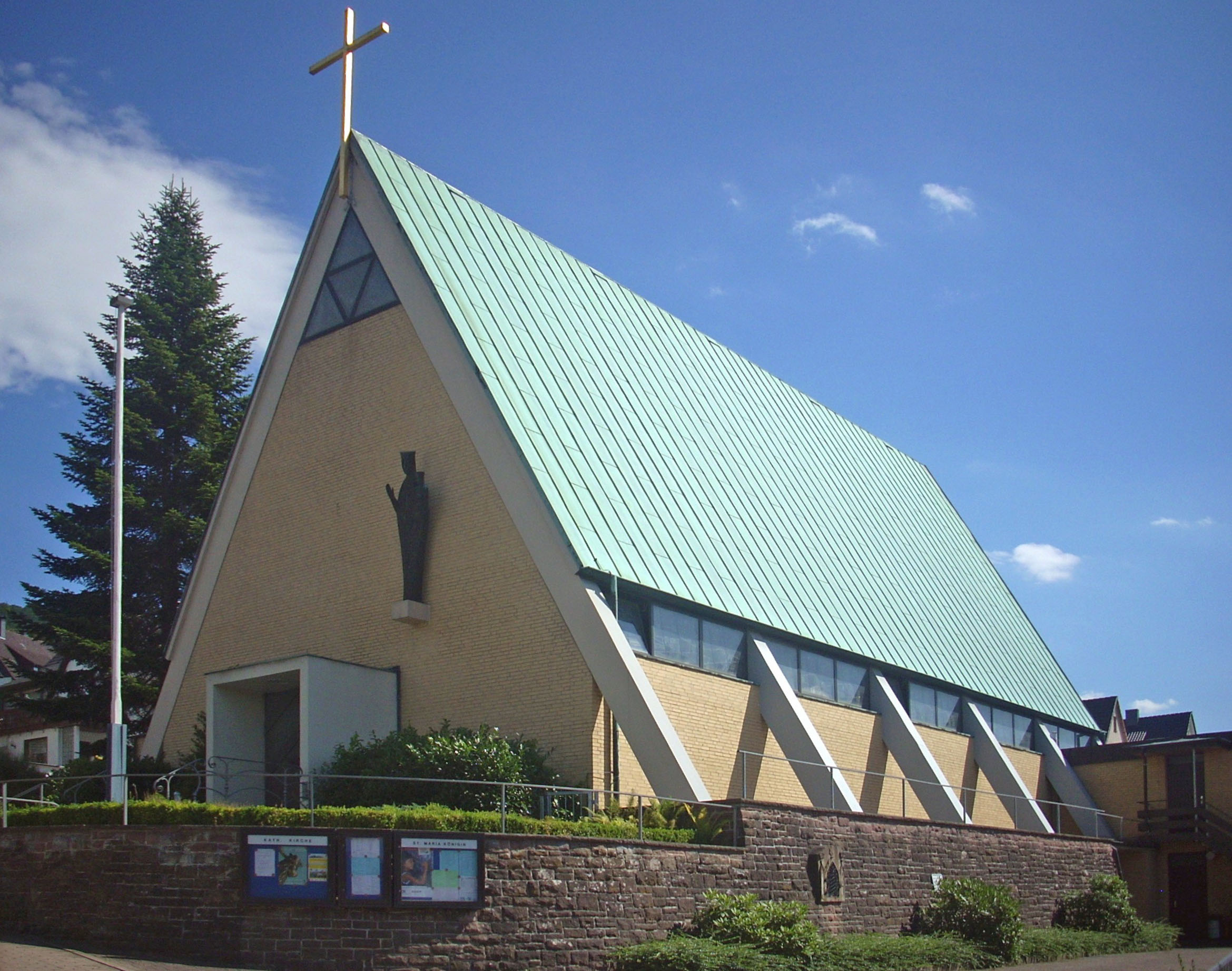
Pfarrkirche Maria Königin

Die Pfarrkirche Maria Königin ist die römisch-katholische Kirche von Bodenwerder, einer Stadt im Landkreis Holzminden in Niedersachsen. Die Kirche steht gegenüber der Altstadt auf der östlichen Weserseite. Ihre gleichnamige Pfarrei gehört zum Dekanat Weserbergland des Bistums Hildesheim.

## Geschichte
St. Nikolai, die Stadtpfarrkirche von Bodenwerder, und das Kloster Kemnade wurden 1542/43 im Zuge der Reformation lutherisch.

### Kapelle auf Gut Buchhagen
Hans Freiherr von Hake (1886–1945), der jüngste Sohn von Marie von Hake-Brentano, die bereits 1896 in ihrem Schloss Hasperde eine katholische Hauskapelle einrichten ließ, und Otto von Hake, übernahm 1923 das Gut Buchhagen. Dort ließ er ebenfalls eine katholische Hauskapelle einrichten, in der bereits am 5. Oktober 1923 die erste Heilige Messe stattfand. Am 23. März 1924 folgte durch Joseph Godehard Machens, den späteren Bischof von Hildesheim, die Einweihung der Kapelle, die das Patrozinium Maria von der Immerwährenden Hilfe bekam. Am 18. September 1924 heiratete Hans Freiherr von Hake Mathilde Reichsgräfin von und zu Hoensbroech (1892–1947), die aus Schloss Kellenberg stammte, das in der katholisch geprägten Region um Jülich liegt.
Das katholische Ehepaar von Hake sorgte neben dem Unterhalt der Hauskapelle, die neben der Familie auch dem Personal des Gutes und Freunden der Familie offenstand, auch für katholischen Gottesdienst in Bodenwerder. Vom 26. Dezember 1925 an fanden Heilige Messen in Bodenwerder statt, zunächst in einem Privathaus, ab Januar 1926 im Saal des Hotels Zum Goldenen Anker.
Als Otto von Hake-Hasperde (1882–1950), der älteste Bruder von Hans von Hake, verstarb, bestand die Kapelle noch. Später wurde die Kapelle wieder profaniert.

### St.-Stephanus-Kapelle in Bodenwerder
1930 erwarb Hans von Hake das Baugrundstück, auf dem im Frühjahr 1932 nach Plänen des Paderborner Architekten Max Sonnen (1886–1939) und mit Hilfe des Ehepaars von Hake und vieler Spender der Bau der St.-Stephanus-Kapelle begann. Sie trug das Patrozinium des Märtyrers Stephanus, am 30. Oktober 1932 erfolgte ihre Benediktion durch Joseph Godehard Machens. Der schlichte Kapellenbau war mit einem steilen Satteldach eingedeckt und mit einem kleinen Dachreiter bekrönt. Die Fenster schuf die Glasmalerei Peters. Die Statue des heiligen Stephanus, des Schutzpatrons der Kapelle, wurde 1937 von der 1915 geborenen Künstlerin Elisabeth Gräfin Soden-Fraunhofen, einer Verwandten der Familie von Hake, angefertigt. Sie stand auf einem Seitenaltar der St.-Stephanus-Kapelle und hat heute ihren Platz im Pfarrheim, dem Stephanusheim.
Mit Arnold Heinichen bekam die Kapelle 1938 ihren ersten eigenen Seelsorger, Ende 1941 zählte die Kapellengemeinde 450 Katholiken. Als im Zweiten Weltkrieg die Alliierten vorrückten kamen Evakuierte aus dem Westteil des Deutschen Reiches nach Bodenwerder, was die Katholikenzahl der Kapellengemeinde Bodenwerder um 1944 auf rund 2000 ansteigen ließ.
Im Zuge der Flucht und Vertreibung Deutscher aus Mittel- und Osteuropa 1945–1950 kam wieder eine größere Zahl Katholiken in den Raum Bodenwerder, so dass 1946 die zur Kuratie Holzminden gehörende Pfarrvikarie Bodenwerder errichtet wurde. 1951/52 folgte der Bau des Pfarrhauses, und am 1. Juni 1956 wurde die Pfarrvikarie Bodenwerder zur selbstständigen Kuratie erhoben.
Nach der Fertigstellung der heutigen Kirche wurde die St.-Stephanus-Kapelle 1966 abgerissen und ab 1967 an ihrer Stelle ein Pfarrheim erbaut, das zum Gedenken an die ehemalige Kapelle den Namen Stephanusheim bekam und 1968 eingeweiht wurde.

### Maria-Königin-Kirche in Bodenwerder

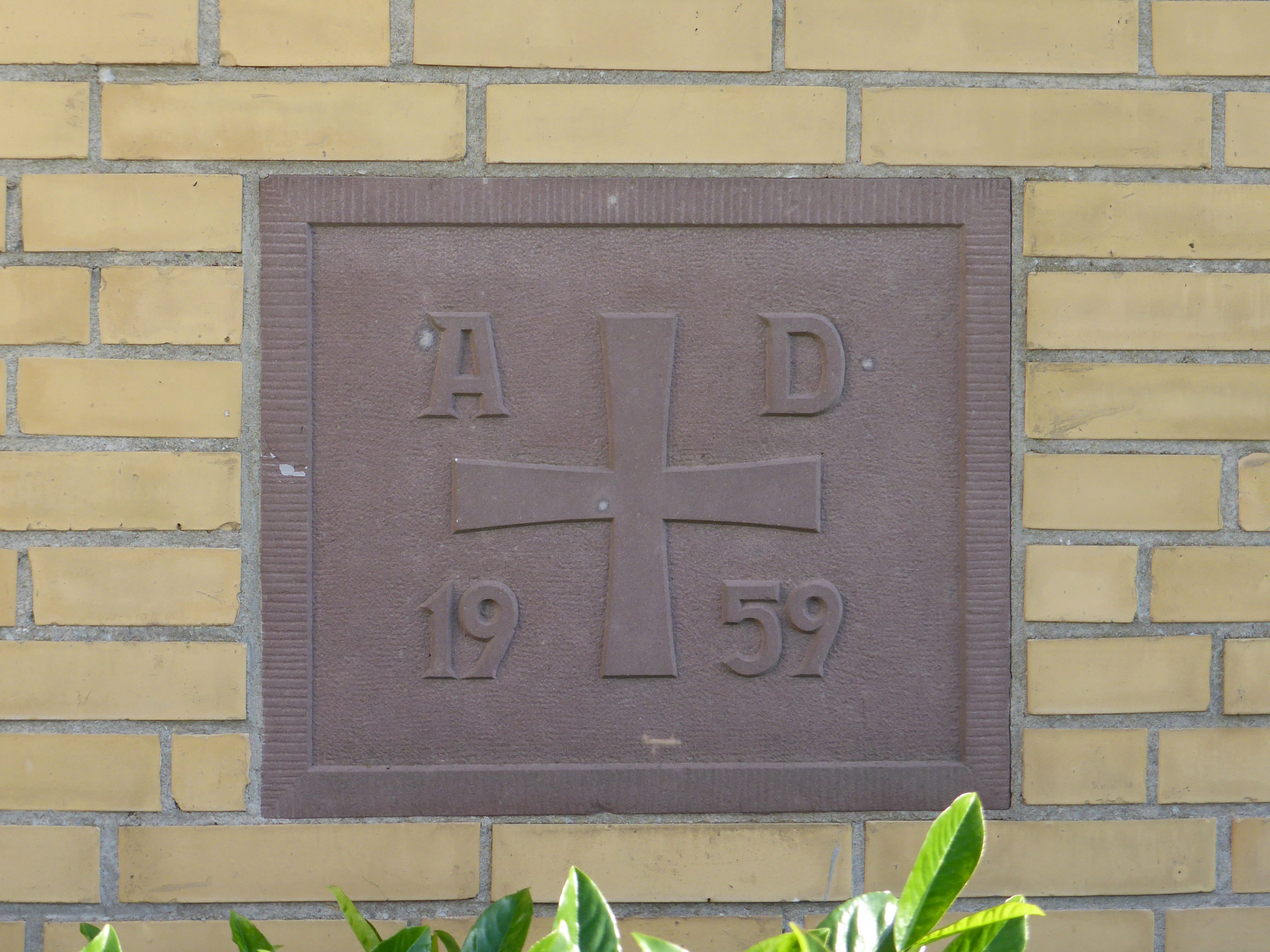
Grundstein

Da die Ostvertreibung nach dem Zweiten Weltkrieg viele Katholiken nach Bodenwerder gebracht hatte, erwies sich die St.-Stephanus-Kapelle als zu klein, so dass 1958 mit Planungen für einen größeren Neubau begonnen wurde. Am 13. September 1959 erfolgte die Grundsteinlegung durch Generalvikar Wilhelm Offenstein, am 23./24. April 1960 weihte Bischof Heinrich Maria Janssen die neben der alten St.-Stephanus-Kapelle errichtete neue Marienkirche, deren Patrozinium Maria Königin an die Kemnader Klostertradition erinnert.
1963 wurde die Orgel der Kirche erbaut, 1965 erfolgte die Erhebung der Kuratie Bodenwerder zur Pfarrei. Am 4. Oktober 1966 wechselte die Kirche St.-Joseph-Kirche in Polle vom Bistum Osnabrück in das Bistum Hildesheim und wurde dort der Pfarrei Bodenwerder, die damals zum Dekanat Holzminden gehörte, als Filialkirche angeschlossen. 1966 wurde die Stephanuskapelle abgerissen und an ihrer Stelle 1967/68 nach Plänen des Architekten Hanns D. Rumpf aus Neuenbeken ein neues Pfarrheim erbaut. Die Änderungen des Altarraums infolge der Liturgiereform des Zweiten Vatikanischen Konzils erfolgten 1968.
Am 1. Dezember 1995 wechselte die Filialkirche in Polle in die Pfarrei St. Josef (Holzminden). Seit dem 1. September 2008 gehören zur Pfarrei St. Maria Königin in Bodenwerder auch die Kirchen Hl. Familie in Eschershausen und Hl. Herz Jesu in Stadtoldendorf, deren Pfarrgemeinden zu diesem Zeitpunkt aufgelöst wurden. 2010 umfasste die Kirchengemeinde rund 3.000 Mitglieder. Am 1. September 2012 wurden die Dekanate Bückeburg und Hameln-Holzminden, zu dem die Kirche in Bodenwerder gehörte, zum heutigen Dekanat Weserbergland vereinigt.

## Architektur und Ausstattung

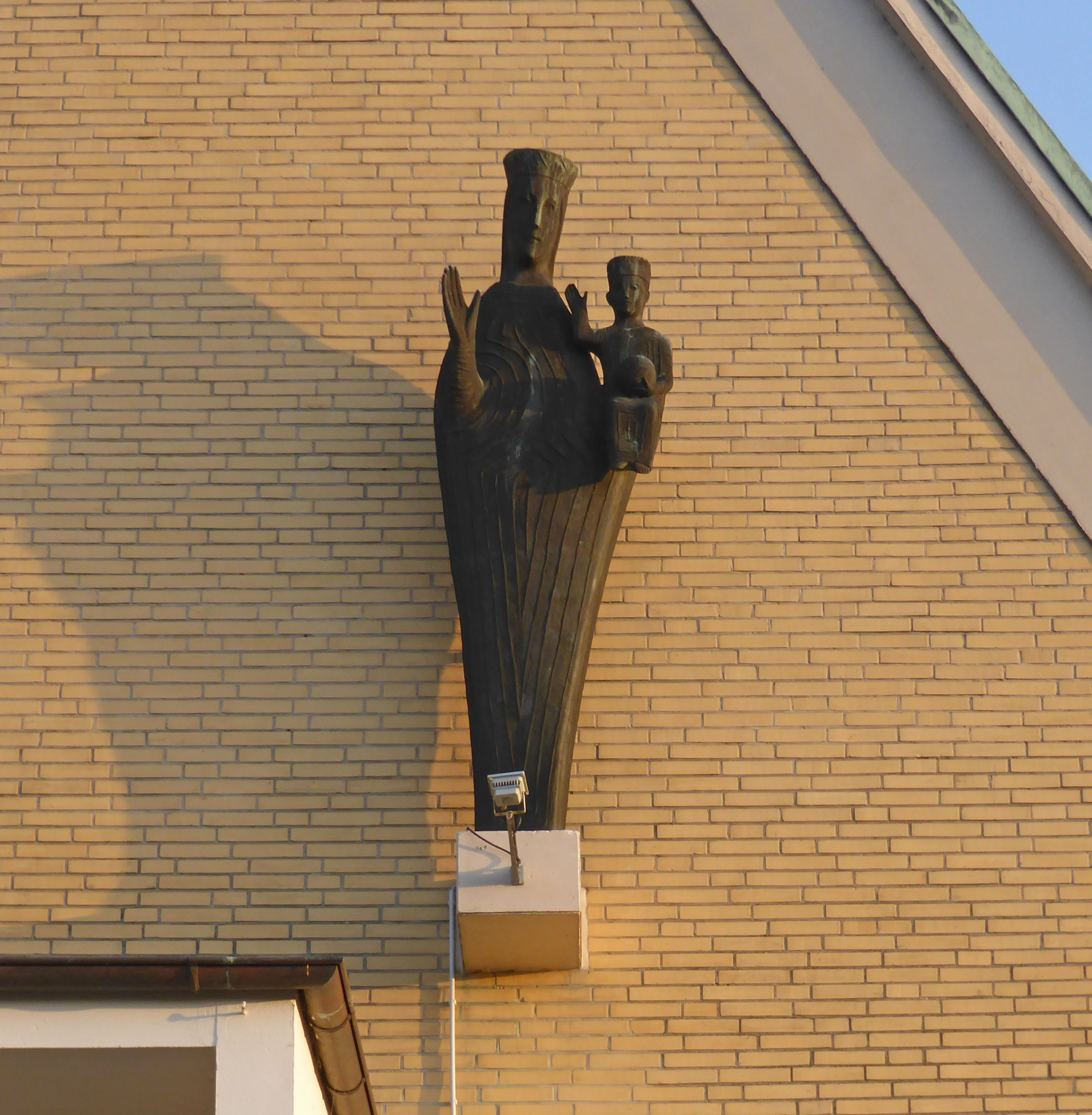
Marienfigur am Nordgiebel

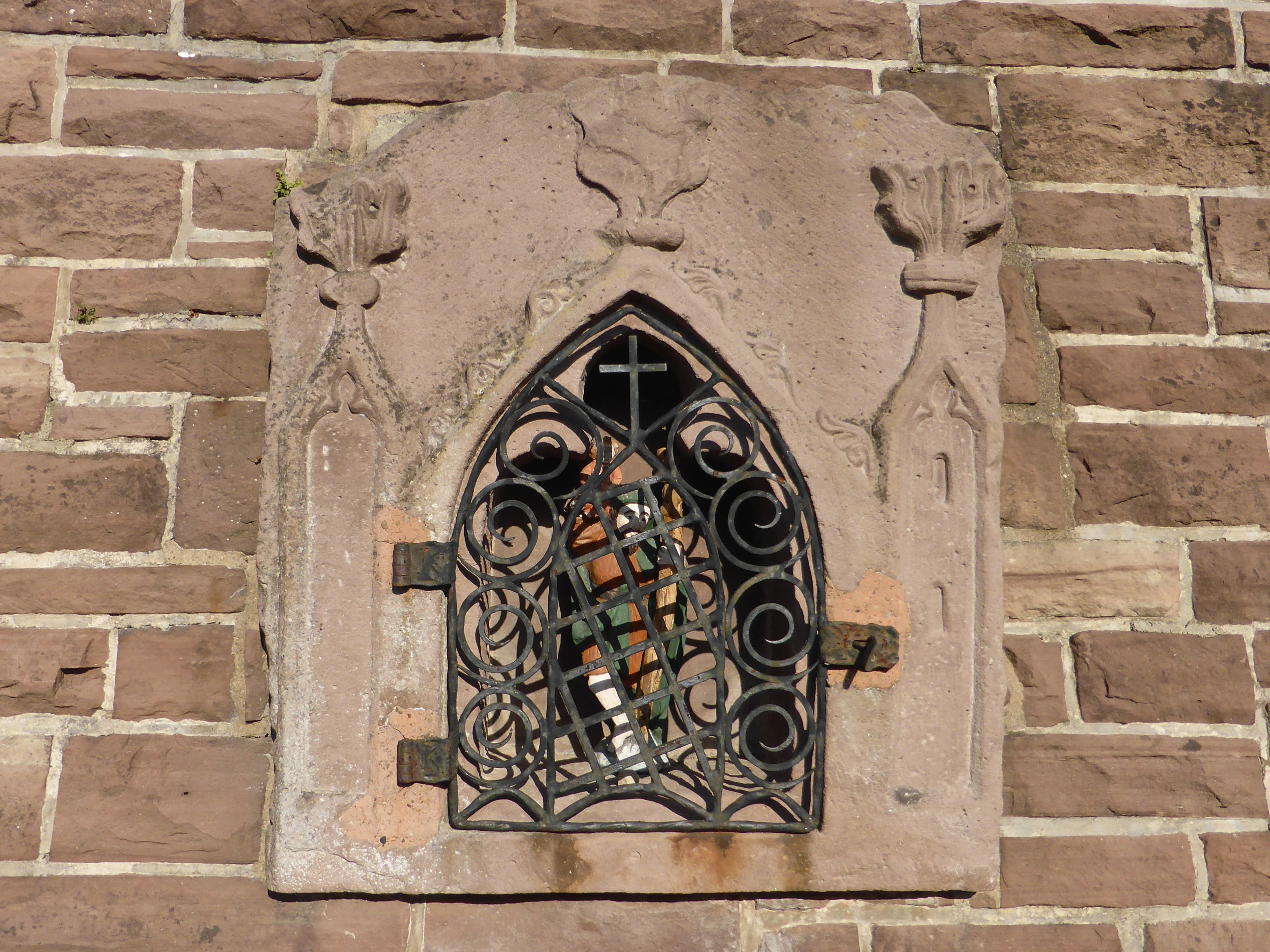
Christophorusstatue

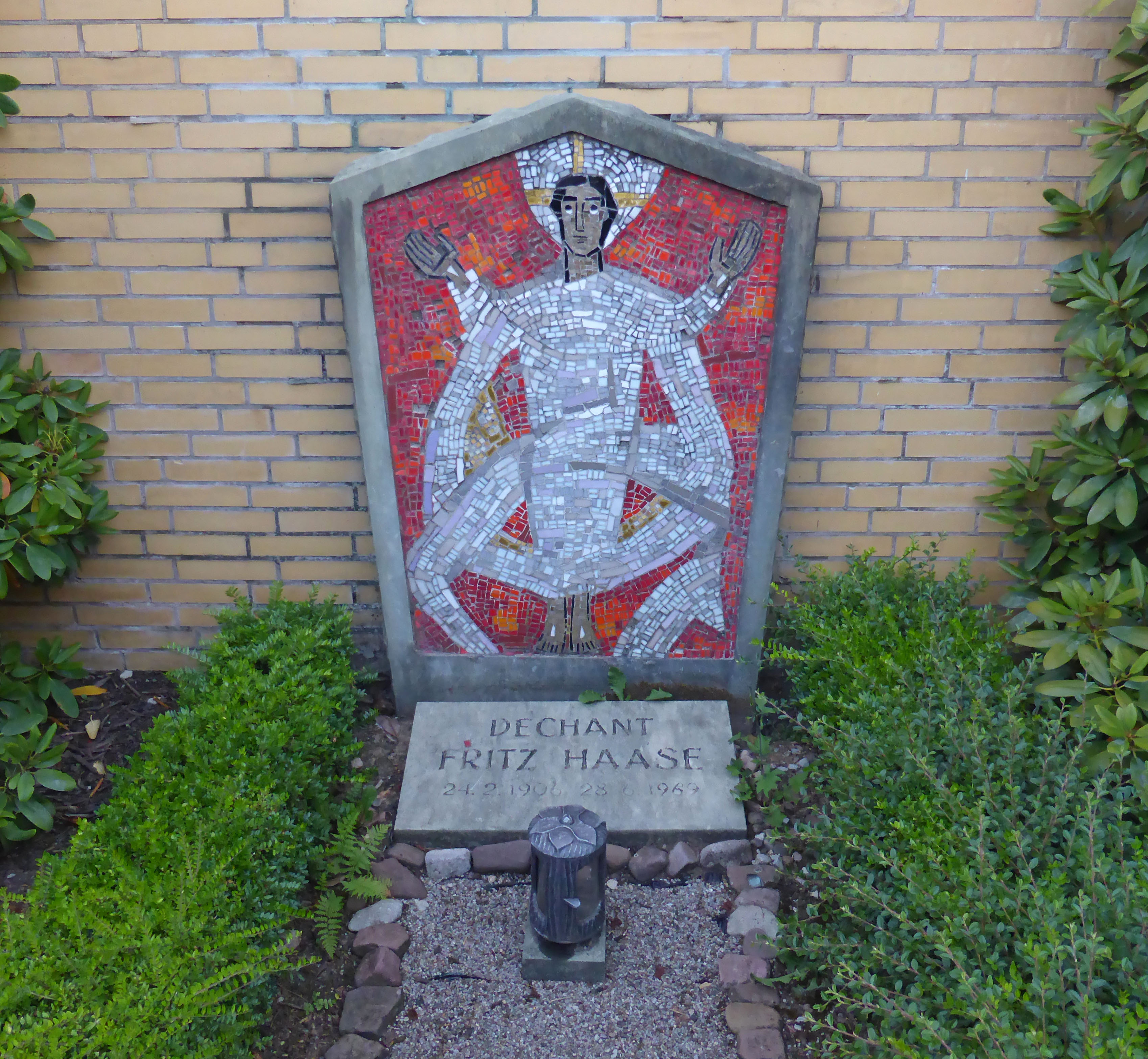
Gedenkort für Fritz Haase

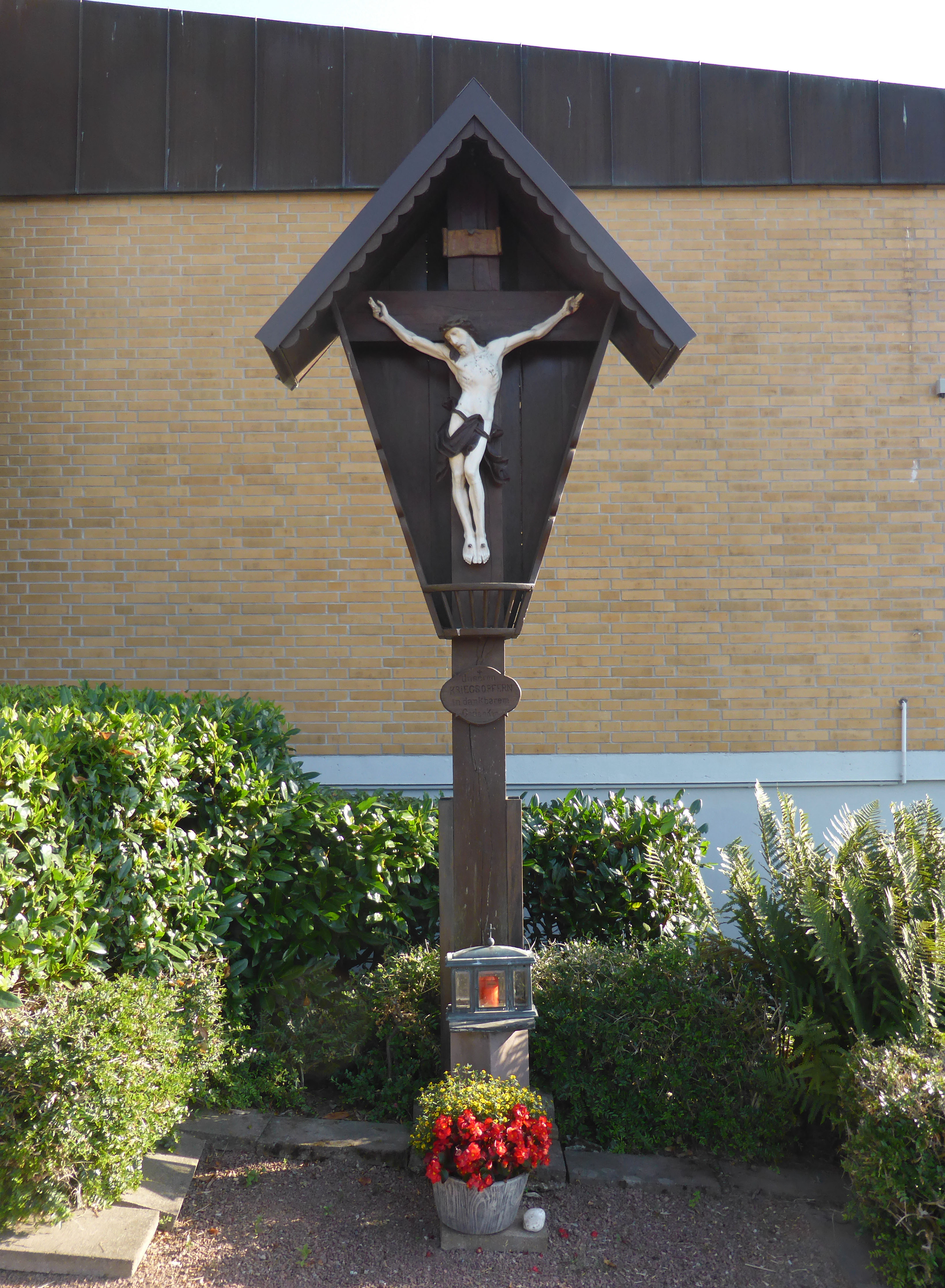
Hofkreuz

Die Maria-Königin-Kirche steht an der Ecke Stephanusstraße / Siemensstraße, sie wurde nach Plänen der Paderborner Architekten Georg und Hermann Lipsmeier in paralleler Ausrichtung zur alten Stephanuskapelle erbaut.
Sie hat die Form eines Hauszeltes mit steilem, tief heruntergezogenem Satteldach, das mit zwölf schrägen Betonpfeilern wie mit Zeltleinen im Boden verankert ist. Die Wände des Stahlbetonbaus sind mit ockerfarbenen Klinkern verblendet. Das Kreuz an der Spitze des Nordgiebels wurde erst 1996 angebracht. Über dem Eingangsportal befindet sich eine große Figur der gekrönten Muttergottes mit Kind, die 1963 nach einem Entwurf von Erentrud Trost entstand.
Das Gotteshaus bietet 210 Besuchern Sitzplätze. Die Künstlerin Erentrud Trost gestaltete auch 1968 die Altarwand im Inneren, die Christus als Lehrer und Licht der Welt zeigt. Er ist umgeben von einem Lichtbogen, auf dem die zwölf Apostel mit ihren Attributen und Maria als Königin in ihrer Mitte zu sehen sind; darüber im Giebeldreieck vier Posaunenengel unter dem Fenster, das die Dreifaltigkeit andeutet. Bemerkenswert ist auch das Bildfenster links vom Altar, das drei Geheimnisse des Freudenreichen Rosenkranzes zeigt und wie die anderen Fenster der Kirche auch nach einem Entwurf von Benno Lippsmeier (1914–1971) entstand.
Die Orgel mit 12 Registern auf zwei Manualwerken und 844 Pfeifen wurde 1963 von Hans Klais als Opus 1269 erbaut.
Ein Gedenkort erinnert an der Ostseite der Kirche an Dechant Fritz Haase (1906–1969), der als Pastor von Bodenwerder von 1958 an für den Bau der heutigen Kirche sorgte. In die Stützmauer der Kirche ist eine kleine Statue des heiligen Christophorus eingelassen, die vermutlich aus der Zeit um 1900 stammt und 1968 ein Geschenk von Bischof Heinrich Maria Janssen zur Einweihung des Pfarrheims war. Ein Hofkreuz von 1952 erinnert an die Opfer der Kriege.